# Селид (језеро)
Селид (мађ. Szelidi-tó) је језеро у Мађарској и налази се у жупанији Бач-Кишкун, поред града Дунапатај.

## Географија језера
Ово је једно од малобројних сланих језера, које се формирало од једног старог огранка Дунава. Језеро са налази на 4 km југоисточно од града Дунапатаја (Dunapataj) и максимална ширина му је 200 m, а дужина 4 km и просечна дубина му је око 3 m. Преко лета максимална температура језера је 28 °C.
Поред рекреацијског пецања, на јужној страни језеро има уређене камп површине и плаже. Такође со из језера има позитивене терапеутске ефекте па се искориштава и у здравствене сврхе.